# Estádio D. Afonso Henriques
Estádio D. Afonso Henriques je portugalský stadion v centru města Guimaraes. Stadion stojí v zámecké zahradě chráněné jako památka UNESCO. Na stadioně se hrály dva zápasy EURO 2004. Díky čemuž prošel i nákladnou rekonstrukcí.